# Locmaria
Locmaria (Gallo Locmaria, bretonisch Lokmaria-ar-Gerveur) ist eine französische Gemeinde mit 973 Einwohnern (Stand 1. Januar 2022) im Département Morbihan in der Region Bretagne.

## Geografie
Locmaria liegt rund 21 Kilometer südlich von Quiberon und etwa 47 Kilometer südwestlich von Vannes im Südosten der Insel Belle-Île südlich des Festlands der Bretagne. Die Gemeinde gehört zum Gemeindeverband Communauté de communes de Belle-Île-en-Mer.
Nachbargemeinden im Nordwesten sind Bangor und Le Palais. In allen anderen Himmelsrichtungen grenzt die Gemeinde ans Meer.

## Bevölkerungsentwicklung
| 634                        | 580 | 565 | 602 | 618 | 705 | 784 | 931 |
| Quellen: Cassini und INSEE |     |     |     |     |     |     |     |

## Sehenswürdigkeiten
Siehe: Liste der Monuments historiques in Locmaria

## Gemeindepartnerschaft
Mit der Ortschaft Méaudre in der französischen Gemeinde Autrans-Méaudre en Vercors (Département Isère) besteht eine Partnerschaft.